# Гэнг-бэнг

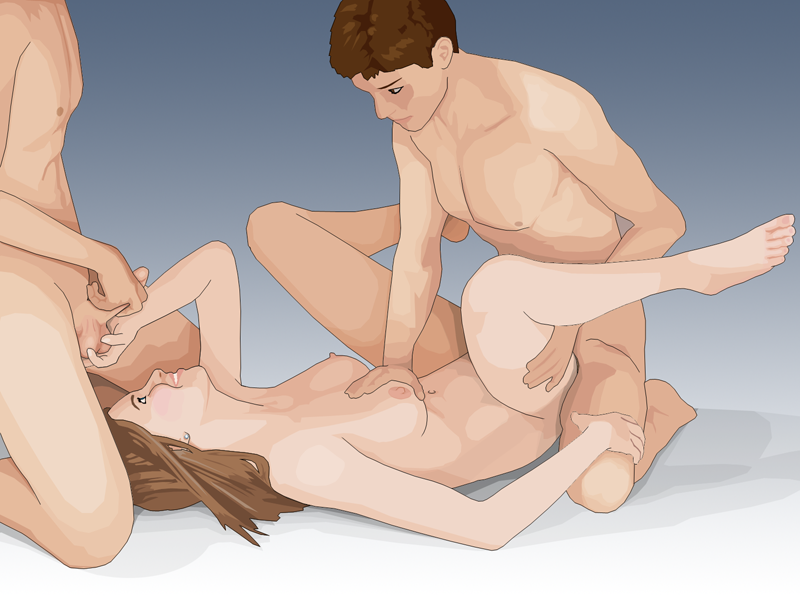
Гэнг-бэнг, женщина с двумя мужчинами; МЖМ — двойное проникновение

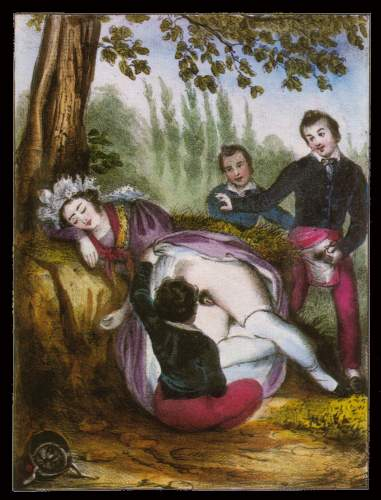
На природе. Автор Ашиль Девериа, 1833

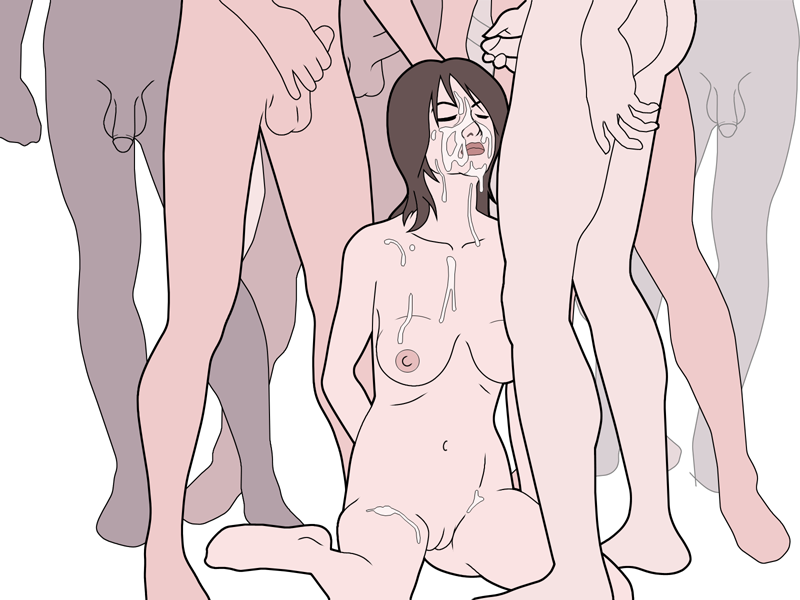
Буккаке

Гэнг-бэнг (англ. gang bang) — вид группового секса, в котором участник одновременно находится в половом акте с несколькими партнёрами. Чаще всего под понятием гэнг-бэнг понимают интим между женщиной и группой более трёх мужчин. Если женщина занимается сексом с тремя мужчинами одновременно («3МЖ») — это тройное проникновение, женщина с двумя мужчинами (МЖМ) — двойное проникновение. В случае, если мужчина занимается сексом с группой женщин — обратный (королевский) гэнг-бэнг. В Японии приобрело популярность так называемое буккаке — оральный секс с эякуляцией на лицо с участием женщины и группы мужчин, одновременно или по очереди.
В случае, если принимающий партнёр не дал согласия на участие, подобные действия являются групповым изнасилованием.

## Происхождение
Гэнг-бэнг получил широкое распространение в порнографии с выходом в 1995 году порнофильма The World’s Biggest Gangbang, через несколько лет после появления буккакэ, пришедшего из Японии.

## Практика
Крупнейшие гэнг-бэнги устраиваются порностудиями, но гэнг-бэнг не является чем-то необычным в свингер-сообществе. Участниками являются одна женщина и несколько мужчин, или же один мужчина и несколько женщин (последний иногда называют «обратный гэнг-бэнг»). Также возможен гомосексуальный и лесбийский гэнг-бэнг.
Гэнг-бэнг не определяется точным количеством участников, но обычно предполагается участие начиная с количества трёх человек до десятка и более. Когда гэнг-бэнг организуется с целью достижения (почти) одновременной эякуляции или быстрой последовательности эякуляций всех участников-мужчин на центрального участника (женщину или мужчину), то её можно обозначить японским термином буккакэ.
Если сексом занимаются три человека, это обычно называют «триолизм», или «секс втроём» (англ. threesome), соответственно четыре человека — «секс вчетвером» (англ. foursome). Гэнг-бэнг также отличается от группового секса, например, втроём или вчетвером, тем, что большинство половых актов (если не все) во время гэнг-бэнга ориентируется на центрального участника и совершается с ним. Хотя участники гэнг-бэнга могут быть знакомы, часто спонтанность и анонимность участников играет привлекательную роль. Обычно участники занимаются сексом только с принимающим партнёром. Они могут стоять рядом и мастурбировать, ожидая возможности заняться сексом.

## Разновидности
- Обратный (реверсивный) гэнг-бэнг (англ. Gang Bang Reverse) — один мужчина и несколько женщин.
- Гэнг-бэнг осеменение (англ. Gang Bang Insemination) — несколько мужчин, которые по-очереди эякулируют во влагалище одной и той же женщины.
- Гомосексуальный гэнг-бэнг (англ. Gang Bang Gay) — мужчина с несколькими мужчинами или женщина с несколькими женщинами.

## В порнографии

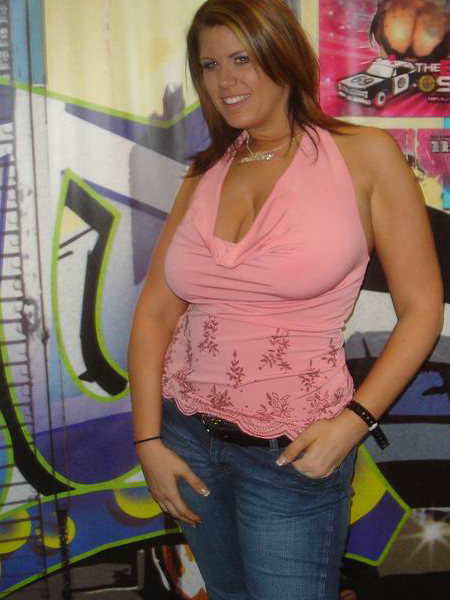
Официальный рекорд принадлежит Лизе Спаркс

Хотя с 1980-х годов было снято множество гэнг-бэнг порнофильмов, в них обычно участвует не более 5—10 человек. Однако, начиная с The World’s Biggest Gangbang (1995) с Аннабель Чонг в главной роли, порноиндустрия начала производить серию фильмов, якобы устанавливающих рекорды гэнг-бэнга по количеству последовательных половых актов, совершённых одним человеком в течение короткого промежутка времени.
Такие фильмы были финансово успешными, получая AVN Awards как самые продаваемые порнофильмы года; однако, факты были фактически необоснованными, и претензии на рекорды зачастую вводят в заблуждение. Бывшая американская порноактриса Жасмин Сэнт-Клэр (Jasmin St. Claire) описала свой «рекорд», якобы установленный с 300 мужчинами в World’s Biggest Gang Bang 2, как «один из самых больших обманов, когда-либо снятых в порнобизнесе»: по её словам, лишь 30 мужчин были засняты, только 10 из которых действительно могли исполнять секс перед камерой.
Подтверждённый рекорд принадлежит американской порноактрисе Лизе Спаркс, которая 16 октября 2004 года на шоу «Эротикон» в Варшаве совершила половой акт с 919 мужчинами за 22 часа. Жюри, состоявшее из мужчин и женщин, сменялось в течение дня, чтобы вести учёт партнеров; половой акт считался подтверждённым, если длился дольше 30 секунд.